# Kirby Award

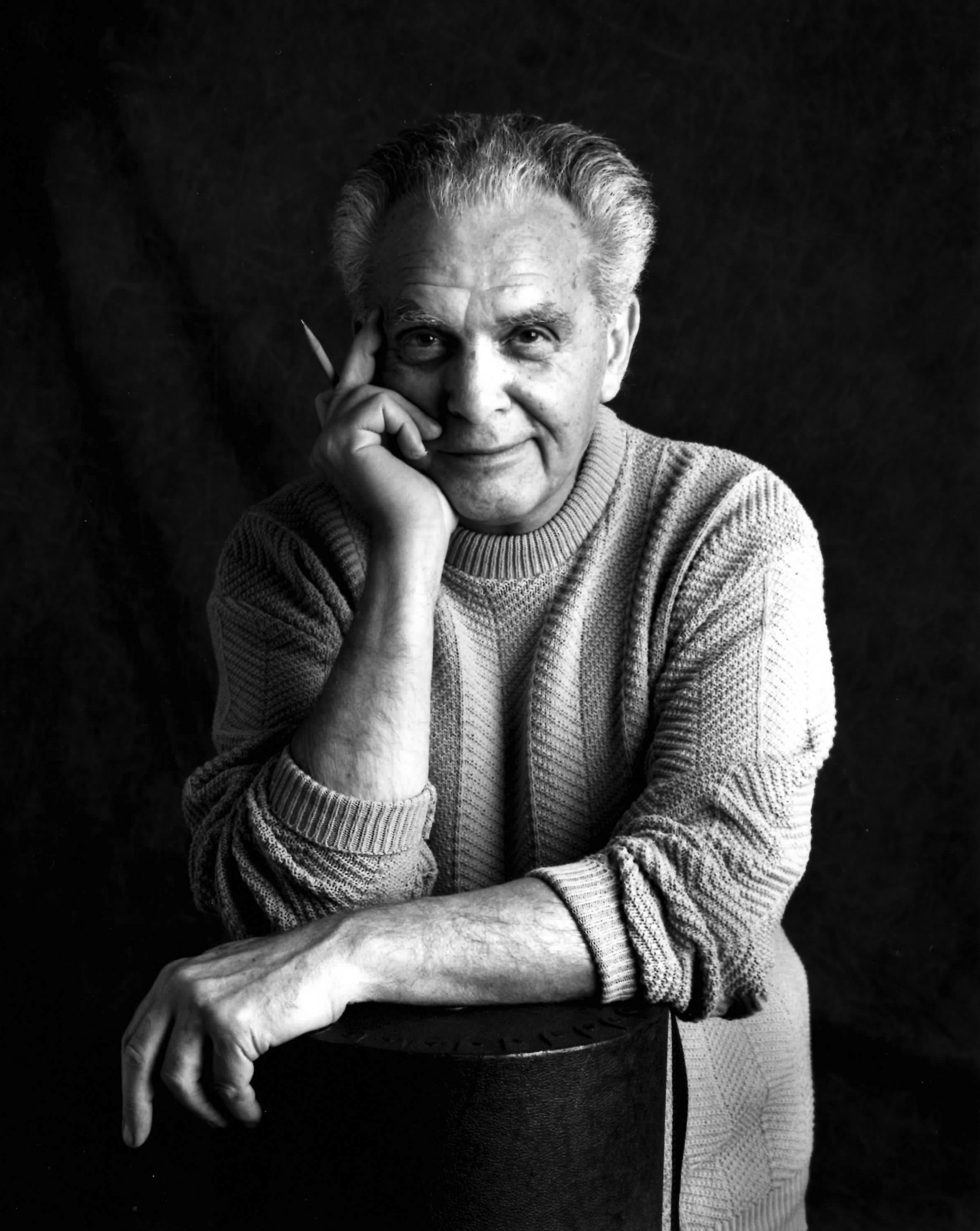
Fotografia ds Jack Kirby, que donà nom al guardó.

El Jack Kirby Comics Industry Award (Premi Jack KIrby de la Indústria dels Còmics) va ser un premi de la indústria del còmic, presentat els anys 1985-1987. Votat pels professionals del còmic, el Kirby va ser el primer guardó des que els Premis Shazam van cessar el 1975. Patrocinat per la revista Amazing Heroes (que va ser publicada per Fantagraphics Books), i gestionat pel gerent editorial d'Amazing Heroes Dave Olbrich, el premi Kirby va rebre el nom de l'escriptor i artista pioner Jack Kirby.

## Història
Els premis Kirby es van produir en reacció contra la institució de 1983 dels Comics Buyer's Guide Fan Awards, que van ser votats pels fans; Olbrich (i els editors de Fantagraphics) van voler crear un premi votat pels professionals del còmic (és a dir, creadors, minoristes i personal de distribució). Les nominacions per als premis Kirby van ser fetes per editors i empleats de l'magatzem d'Amazing Heroes, amb els vots finals impresos en números de Amazing Heroes. Els propis guardons es van repartir a la Convenció Internacional de Còmics de San Diego, amb el mateix Jack Kirby felicitant els guanyadors. El 1985 es van emetre 238 paperetes, aproximadament 100 d'ells per creadors de còmics.
El 1987, va sorgir una disputa quan Olbrich i Fantagraphics, editor de Amazing Heroes, van reivindicar cadascun la propietat dels premis, i Kirby es va apartar de l'equació. Es va arribar a un compromís i, a partir del 1988, es va suspendre el premi Kirby. Es van crear dos nous guardons: el premi Eisner, gestionat per Olbrich i que porta el nom de Will Eisner; i els Premis Harvey gestionats per Fantagraphics, anomenat així per Harvey Kurtzman. Ambdós premis van permetre votar només professionals de la indústria del còmic.

## Llista de guanyadors del Jack Kirby Award
A continuació, es mostra una llista de guanyadors del premi Kirby, ordenats per categoria.

### Millor número individual
- 1985 Swamp Thing Annual nº 2, d'Alan Moore, Steve Bissette i John Totleben (DC Comics)
- 1986 Daredevil nº 227, de Frank Miller i David Mazzucchelli (Marvel Comics)
- 1987 Batman: The Dark Knight Returns nº 1, de Frank Miller, Klaus Janson i Lynn Varley (DC)

### Millor sèrie de continuïtat
- 1985 Swamp Thing, d'Alan Moore, Steve Bissette i John Totleben (DC)
- 1986 Swamp Thing, d'Alan Moore, Steve Bissette i John Totleben (DC)
- 1987 Swamp Thing, d'Alan Moore, Steve Bissette i John Totleben (DC)

### Millor sèrie en blanc i negre
- 1985 Cerebus de Dave Sim (Aardvark-Vanaheim)
- 1986 Love & Rockets de Gilbert Hernández i Jaime Hernández (Fantagraphics)
- 1987 Cerebus de Dave Sim (Aardvark-Vanaheim)

### Millor Sèrie limitada
- 1985 Crisis on Infinite Earths, de Marv Wolfman i George Pérez (DC)
- 1986 Crisis on Infinite Earths, de Marv Wolfman i George Pérez (DC)
- 1987 Watchmen d'Alan Alan Moore i Dave Gibbons (DC).

### Millor sèrie nova
- 1985 Zot!, per Scott McCloud (Eclipse Comics)
- 1986 Miracleman, d'Alan Moore i diversos artistes (Eclipse)
- 1987 Watchmen, d'Alan Moore i Dave Gibbons (DC)

### Millor àlbum gràfic
- 1985 Beowulf, de Jerry Bingham (First Comics)
- 1986 The Rocketeer, de Dave Stevens (Eclipse)
- 1987 Batman: The Dark Knight Returns, de Frank Miller i Klaus Janson (DC)

### Millor escriptor
- 1985 Alan Moore, per Swamp Thing (DC)
- 1986 Alan Moore, per Swamp Thing (DC)
- 1987, Alan Moore, per a Watchmen (DC)

### Millor escriptor/artista (solitari o en equip)
- 1986 Frank Miller i David Mazzucchelli, per Daredevil (Marvel)
- 1987 Alan Moore i Dave Gibbons, per Watchmen (DC)

### Millor artista
- 1985 Dave Stevens, per The Rocketeer (Comico)
- 1986 Steve Rude, per Nexus (First)
- 1987 Bill Sienkiewicz, per Elektra: Assassin (Marvel)

### Millor equip artístic
- 1985 Steve Bissette i John Totleben, per Swamp Thing (DC)
- 1986: George Pérez i Jerry Ordway, per a Crisis On Infinite Earths (DC)
- 1987 Frank Miller, Klaus Janson i Lynn Varley, per a Batman: The Dark Knight Returns (DC)

### Millor portada
- 1985 Swamp Thing nº 34, de Steve Bissette i John Totleben (DC)

### Millor publicació de còmics
- 1985 Comics Buyer's Guide (Krause)

### Hall of Fame (Saló de la Fama)
- 1987 Carl Barks
- 1987 Will Eisner
- 1987 Jack Kirby